# Stazione di Sakuragaoka
La stazione di Sakuragaoka (桜ヶ丘駅?, Sakuragaoka-eki) è una stazione ferroviaria situata nella città di Yamato, nella prefettura di Kanagawa, in Giappone, ed è servita dalla linea Odakyū Enoshima delle Ferrovie Odakyū.

## Linee
Ferrovie Odakyū
● Linea Odakyū Enoshima

## Struttura
La stazione è dotata di due marciapiedi laterali con due binari passanti in superficie.
| 1 | ● Linea Odakyū Enoshima | per Fujisawa e Katase-Enoshima                   |
| 2 | ● Linea Odakyū Enoshima | per Yamato, Sagami-Ōno, Shinjuku e linea Chiyoda |

## Stazioni adiacenti
| «                     | Servizio                 | »                     |
| Linea Odakyū Enoshima | Linea Odakyū Enoshima    | Linea Odakyū Enoshima |
| --------------------- | ------------------------ | --------------------- |
| Yamato                | Locale                   | Kōza-Shibuya          |
| Transito              | Espresso Espresso rapido | Transito              |